# 118 (число)
Вижте пояснителната страница за други значения на 118.
118 (сто и осемнадесет) е естествено, цяло число, следващо 117 и предхождащо 119.
Сто и осемнадесет с арабски цифри се записва „118“, а с римски цифри – „CXVIII“. Числото 118 е съставено от три цифри от позиционните бройни системи – 1 (едно), 8 (осем).

## Общи сведения
- 118 е четно число.
- 118 е атомният номер на елемента унуноктий.
- 118-ият ден от годината е 28 април.
- 118 е година от Новата ера.